# Helvetia ruft
Helvetia ruft wurde im September 2018 von Kathrin Bertschy, Co-Präsidentin der Schweizer Frauenorganisation alliance F, und Flavia Kleiner, ehemalige Co-Präsidentin Operation Libero, mit dem Ziel ins Leben gerufen, in der Schweizer Legislative (Parlament) und Exekutive (Regierung) eine ausgewogenere Geschlechterverteilung zu erreichen. Die Kampagne ist eine schweizweite Bewegung und wird von Politikerinnen aus allen grossen Parteien mitgetragen.

## Vorgeschichte und Entstehung
Die Kampagne Helvetia ruft wurde von alliance F und damals Operation Libero im Hinblick auf die nationalen Wahlen 2019 lanciert, um eine paritätischere Vertretung der Geschlechter zu erreichen. Zu diesem Zeitpunkt lag der Frauenanteil auf nationaler Ebene im Ständerat bei 15 Prozent, im Nationalrat bei rund einem Drittel der Ratsmitglieder. Aufgrund von bereits angekündigten Rücktritten von Ständerätinnen war zudem eine Verschlechterung des Frauenanteils absehbar. Auch auf kantonaler Ebene lag der Frauenanteil ähnlich tief.

## Hintergrund
Gemäss einer vom Politologen Claude Longchamp zitierten Studie bringen Frauen andere Themen in die Politik ein und beurteilen bestimmte Themen gesamthaft oft anders als Männer, da sich die Geschlechter aufgrund der heutigen gesellschaftlichen Strukturen und Rollenbilder in gewissen Gebieten mit unterschiedlichen Problemen auseinandersetzen. Wenn beide Geschlechter im Parlament ausgewogen vertreten wären, würden Themen wie Vereinbarkeit von Familie und Beruf, Elternzeit, Gleichstellung der Geschlechter oder häusliche Gewalt eher, öfter und/oder anders debattiert und legiferiert. Die Initiantinnen der Kampagne sind der Ansicht, dass Regierungen und Parlamente, welche die Diversität der Gesellschaft abbilden, eher das gesamte Spektrum des Volkswillens wiedergeben können.

## Ziele
Das Ziel der Kampagne ist eine angemessene Vertretung beider Geschlechter in allen Regierungen und Parlamenten, sowohl auf nationaler als auch auf kantonaler und kommunaler Ebene. In einem ersten Schritt hat die Kampagne hierfür Frauen gesucht und sie dazu motiviert, für einen Parlamentssitz zu kandidieren. Dabei haben sich über 500 Kandidatinnen gemeldet. Zudem hat sich Helvetia ruft bei den Parteien dafür eingesetzt, dass die Wahllisten der Parteien in Bezug auf die Geschlechterverteilung ausgeglichen sind, da dies die Wahlchancen der Frauen insgesamt stark erhöht. Sie hat auch angeregt, dass die Frauen auf der Hauptliste und auf den prominenten Listenplätzen aufgeführt sind, da der Listenplatz nachweislich massgeblich für den Wahlerfolg entscheidend ist.

## Erfolge
Die Kampagne hat bereits innert kurzer Zeit nach ihrem Start zur Sensibilisierung in Bezug auf die Geschlechterparität beigetragen. Bei der Bundesratswahl vom 5. Dezember 2018, welche zur Wahl von Viola Amherd und Karin Keller-Sutter führte, war in der gesellschaftlichen Diskussion gemeinhin unbestritten, dass nun zwei Frauen in den Bundesrat gewählt werden sollen, was unter anderem auch auf die Arbeit von Helvetia ruft zurückzuführen ist. Auch bei den kantonalen Wahlen im März 2019 (Kantone Luzern, Zürich, Basel-Land) waren Frauen erfolgreich. Noch nie wurden so viele Frauen in den Nationalrat wie im Herbst 2019 gewählt  – 84 an der Zahl. Auf den Wahllisten betrug der Frauenanteil 40 Prozent, unter den Gewählten sogar 42 Prozent. Im weltweiten Vergleich rückte die Schweiz in diesem Punkt auf Platz 16 vor.
Nach dem eidgenössischen Wahlerfolg 2019 lancierte Helvetia ruft im Frühling 2020 ihre Tournée in die Kantone und Städte.

## Preise
Das Team von Helvetia ruft wurde von der SonntagsZeitung zu den Schweizerinnen des Jahres 2019 ausgezeichnet. Im September 2020 erhielt Helvetia ruft zudem den Swiss Diversity Award in der Kategorie Equality.